# Tiana Angelina Moser

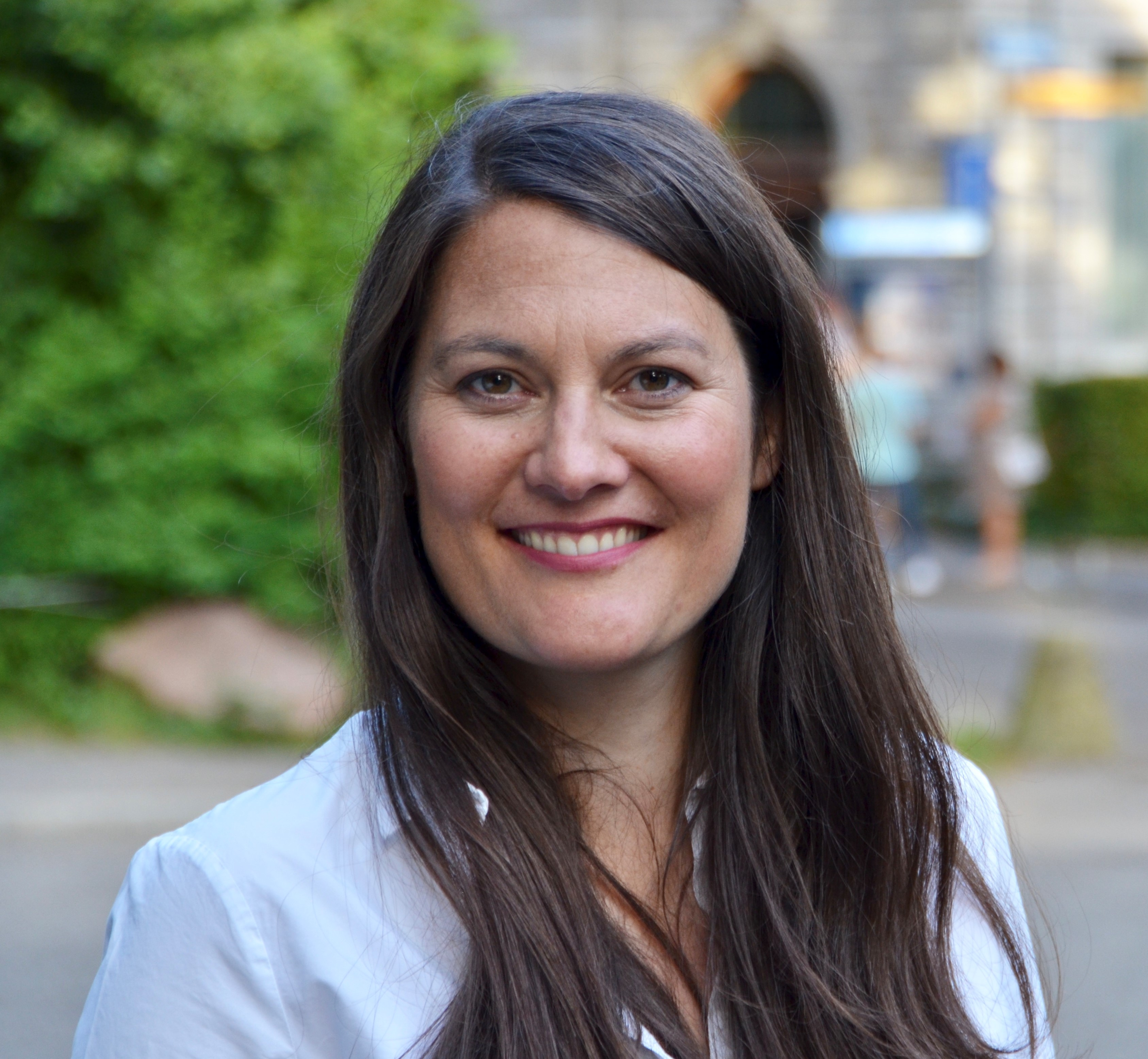
Tiana Angelina Moser (2019)

Tiana Angelina Moser (* 6. April 1979 in Zürich; heimatberechtigt in Würenlos) ist eine Schweizer Politikerin (Grünliberale). Seit 2023 ist sie Ständerätin, von 2007 bis 2023 war sie Nationalrätin.

## Ausbildung
Tiana Moser schloss im Jahr 2000 das neusprachliche Gymnasium in Winterthur ab. Im Anschluss studierte sie von 2000 bis 2006 an der Universität Zürich Politikwissenschaft, Umweltwissenschaft und Staatsrecht, das sie mit dem Lizenziat abschloss. Von 2002 bis 2003 war sie für einen Austausch an der Universitat Pompeu Fabra in Barcelona. Zwischen 2005 und 2010 war sie wissenschaftliche Mitarbeiterin an der Professur für Umweltpolitik und Umweltökonomie der ETH Zürich und befasste sich unter anderem mit den Ökosystemleistungen des Waldes. Sie spricht neben Deutsch auch Französisch, Englisch und Spanisch.

## Politische Tätigkeit
Seit 2004 ist Moser Mitglied der Grünliberalen Partei und sitzt seit dem Frühling 2005 im Vorstand. Bei den Wahlen 2007 wurde sie im Kanton Zürich in den Nationalrat gewählt. Anlässlich der Wahlen 2011, 2015 und 2019 wurde sie als Nationalrätin bestätigt. Am 29. Oktober 2011 wurde sie von der neuen GLP-Fraktion zu ihrer ersten Fraktionschefin gewählt und im November 2015 in ihrem Amt einstimmig durch die Fraktion bestätigt. Im Nationalrat war sie 2007 bis 2011 Mitglied der Kommission für Wissenschaft, Bildung und Kultur, 2015 bis 2023 Mitglied der Staatspolitischen Kommission und während ihrer gesamten Amtszeit Mitglied der Aussenpolitischen Kommission (2019 bis 2021 Präsidentin). Sie vertrat dort einen europafreundlichen Kurs. Des Weiteren ist sie Mitglied des Patronatskomitees der Gewässerschutzorganisation Aqua Viva.
Bei den Ständeratswahlen 2023 wurde sie in den Ständerat gewählt; sie setzte sich im 2. Wahlgang gegen den von der FDP und diversen Wirtschaftsverbänden unterstützten Kandidaten Gregor Rutz (SVP) durch. Für Moser rückte Patrick Hässig in den Nationalrat nach. Im Ständerat nahm sie Einsitz in der Kommission für Wirtschaft und Abgaben, der Staatspolitischen Kommission und der Aussenpolitischen Kommission. Das Fraktionspräsidium gab sie ab an Nationalrätin Corina Gredig.

## Privatleben
Tiana Moser ist in Weisslingen im Zürcher Oberland aufgewachsen. Sie ist mit dem ehemaligen SP-Nationalrat und heutigem Gemeinderat der Stadt Bern, Matthias Aebischer liiert, mit ihm hat sie eine Tochter. Aus einer früheren Beziehung hat sie drei Söhne. Sie wohnt in Zürich.